# ヘックス (ボードゲーム)

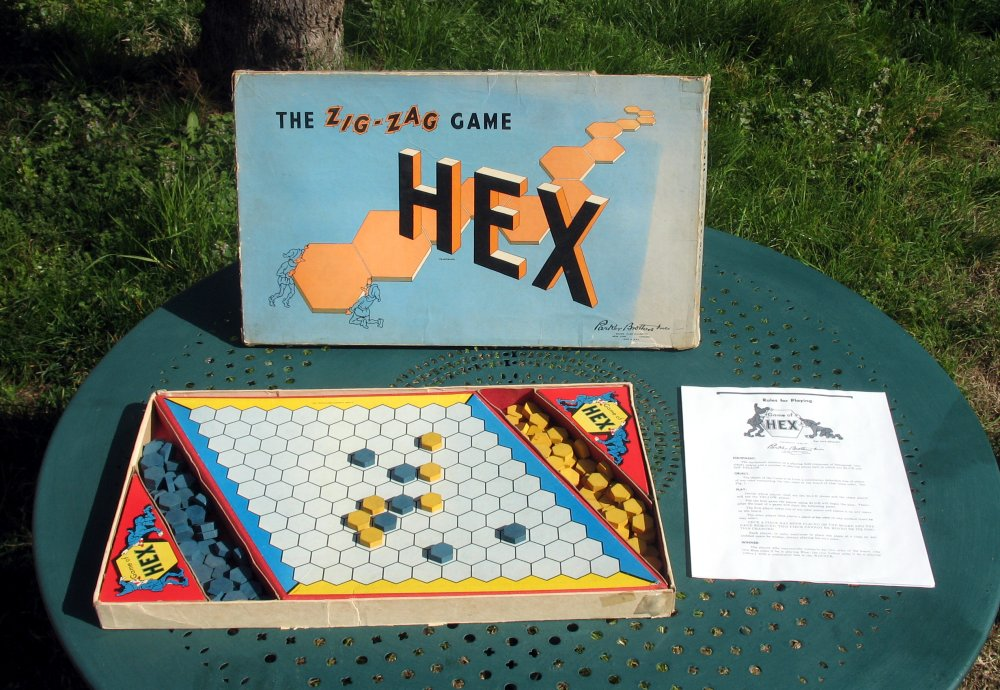
Hex - The Zig-Zag Game - Parker Brothers - 1950

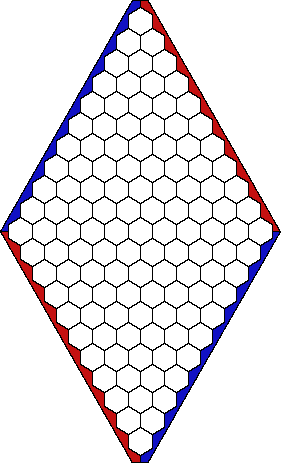
ヘックスの盤（11×11）

ヘックス（英: Hex）は、六角形が並んだ菱形状の盤を使い2人で対戦するボードゲームである。アブストラクトゲームに分類される。盤の大きさは 11×11 が一般的であるが、13×13 や囲碁と同じ 19×19 なども使用される。ビューティフル・マインドで有名になった数学者のジョン・ナッシュ（このゲームの考案者の一人でもある）は 14×14 が適正であると考えている。

## ルール
最初に2人のプレイヤーは自分の色（赤か青）を選ぶ。各プレイヤーは交互に六角形のマスの中に自分の色の石を置いていく。一度おかれた石は、動かすことはできない。また、すでに石の置かれたマスには、重ねて石を置くことができない。
各プレイヤーは、自分の石が置かれたマスによって盤の向かい合った（自分の色の）辺をつなげれば勝ちとなる。ただし、盤の4隅のマスは双方の辺に属するものとする。
先手が有利であるため、このゲームではパイ・ルールが適用される。先手が最初の石を置いた後で、後手が「先手と後手を交代」か「このまま続行」かを選択することになる。

## 歴史
このゲームはデンマークの数学者／デザイナー／詩人であるピート・ハイン(Piet Hein)によって1942年に考案された。ハインはこのゲームを CON-TAC-TIX と呼んでいたが、デンマークでは「ポリゴン」の名前で知られるようになった。ハインは当時、デンマークの新聞に「ポリゴン」の懸賞金付き問題の連載コラムを持っており、このゲームに関する小冊子は 5 万部発行されたと言われている。本には、新聞記事等をハインと共に執筆していた Jens Lindhard についての調査結果が詳述されている。デンマークでのブームが他国に広まる前に第二次世界大戦が激化し、ハインはナチスから逃れてアルゼンチンに渡り、 新聞連載は終わりを告げた。
戦後1947年に、プリンストン大学のジョン・ナッシュも同様のゲームを考案したが、それがハインと独立であったかについては疑問が持たれている。ナッシュの周りでこのゲームを行った者たちは、ナッシュと呼んでいた。マーティン・ガードナーによれば、プリンストン大学ではこのゲームをジョンと呼ぶ人たちもいた（ガードナー全集の訳書（8 章 p. 118）では、当時トイレにあった6角形のタイルを使って遊ばれていたため、トイレの隠語である john と呼ばれたとの解釈が記されている）。Nashの半生を描いた伝記『ビューティフルマインド』の6章には、学生達がこのゲームで遊ぶのをvon Neumannが見て、後でAlbert W. Tucker (KKT条件のTuckerである) にゲームの名前を尋ねたという記述がある。また、David Galeがこのゲームを玩具会社に売り込むため奔走したとも記載されている。映画の『ビューティフルマインド』では残念ながら、このエピソードはなく、俳優ラッセル・クロウ演じる主人公が、囲碁で友人に負けるシーンが挿入されている。
1952年にパーカー・ブラザーズがこのゲームを販売する時に「ヘックス」という名前をつけた。この名前が現在では定着している。
マーティン・ガードナーがこのゲームを知った経緯はよく分かっていない。本（7 章）によれば、ガードナーは玩具会社パーカー・ブラザーズ に問い合わせた手紙の返信を1956 年に受け取っており、このゲームは同社が数年前にヘックスという名前で販売していたこと、発明者がハインであることを聞き、ハインへの連絡先も入手している。その後すぐにガードナーは、（アルゼンチンから戻っていた）コペンハーゲンのハインに手紙を送り、このゲームの歴史や詳細について（昔からあるゲームの改変なのか，ハインのオリジナルなのか等）問い合わせている。それから二人は何通もの手紙をやり取りし、ハインが（当時まだ証明されていなかった）4 色定理からこのゲームを発想したことや、ハインの考えていたデザインの他の候補（図？）などの情報を得ている。さらにガードナーは，ナッシュを自宅に招き（双方の住まいは数ブロックした離れていなかったらしい），このゲームについて数時間議論したとある（7.1節の脚注7）。これらの情報を元に書かれた1957 年の記事において、ヘックスが再度世に放たれた．1957 年から1 年間、プリンストン大に滞在したグラフ理論の研究者Claude Berge は，このときヘックスの魅力に取り憑かれたらしい．
1957 年の記事においてガードナーは、このゲームはハインによるデザインであるとのみ記している。この記事に対し、ナッシュからガードナーに，ゲームのデザインについて自身のオリジナリティを主張する抗議の手紙が送られたらしい。この手紙に対しガードナーは，デビッド・ゲールに問い合わせ、ハインと相談した末に、1988 年の本にあるような『Nash はHein とは独立に同じゲームを再発明した』という記述に落ちついたという。本の7.2 節では、ハインとガードナーの手紙のやりとりから，後々続く二人の信頼関係が作られていく様子が窺える。

## ヘックスに関する定理と証明
ヘックスは引き分けで終わることがない。以下では、これを説明しよう。すべての6 角形に印を付ければゲームは終了するため、ゲームは有限の手番で必ず終了する。ヘックスが引き分けで終わるのは、すべての6 角形に印が付けられ、どちらのプレイヤーも勝利していない状態でゲームが終了した場合のみである、このとき、Hex の盤を地図に見立て、○の印のついた6 角形は海、×の印のついた6 角形は陸地と考えよう。またひし形の盤の○の付いた2 辺は海、×のついた2 辺は陸地と考えると、海がつながっているか、陸がつながっているか、どちらか一方（のみ）が必ず成り立つことが、日常的な経験から推察される。この分かり易い説明に加え、数学的に厳密な証明がに掲載されている。厳密な証明が最初に掲載されたのは「トランジスタの父」と呼ばれるJohn R. Pierce の本らしい．更にゲールはにおいて，ヘックスとBrouwer の不動点定理の関係について考察している。
計算複雑性理論において、ヘックスは「PSPACE-完全」とされている。これは、他の伝統的なアブストラクトゲームである囲碁やチェッカーなど（これらは「EXPTIME-完全」とされている）よりも解析にかかる計算量が少ないことを意味している。
ヘックスはすべての n×n の盤で先手必勝であることが証明されている。

## レックス
ヘックスとは逆に、対辺を先につないだ方が負けというゲームである。